# NWF North American Heavyweight Championship
L'NWF North American Heavyweight Championship, nato come NWA North American Heavyweight Championship (Cleveland version) è stato un titolo di wrestling promosso dalla National Wrestling Alliance (NWA) e successivamente dalla National Wrestling Federation (NWF).
Il titolo fu attivo dal 1968 al 1981, quando fu cessato dalla New Japan Pro-Wrestling (NJPW).

## Storia
Il territorio di Cleveland iniziò a promuovere una sua versione del NWA North American Heavyweight Championship nel 1968, quando iniziò a riconoscere come campione Johnny Powers, fino ad allora annunciato nel territorio come detentore di un generico Canadian Championship. 
Quando nel 1970 a Cleveland fu fondata la NWF, questa iniziò ad adottare il titolo rinominandolo in NWF North American Heavyweight Championship e riconoscendolo come suo titolo secondario, mentre la NWA ritirò il suo riconoscimento, considerando il titolo come disattivato. 
La NWF terminò le attività nel 1974 ma il titolo rimase attivo, venendo promosso da alcune federazioni locali e per un breve periodo in Giappone dalla NJPW, che decise di ritirare definitivamente il titolo con la fondazione dell'International Wrestling Grand Prix (IWGP), organo direttivo della federazione. 

## Albo d'oro
| Legenda  |                                                                               |
| -------- | ----------------------------------------------------------------------------- |
| #        | Indica il numero del regno titolato                                           |
| Regno    | Viene indicato il numero del regno del campione                               |
| Data     | La data in cui il titolo è stato vinto                                        |
| Località | Indica il luogo in cui il titolo è stato vinto                                |
| Note     | Indica notizie particolari riguardanti i cambi di titolo o altre informazioni |

### National Wrestling Alliance (1968-1970)
| #  | Campione       | Regno | Data             | Giorni | Località          | Evento     | Note | Fonti |
| -- | -------------- | ----- | ---------------- | ------ | ----------------- | ---------- | --- | ----- |
| 1  | Johnny Powers  | 1     | aprile 1968      | --     | --                | --         | Precedentemente annunciato come detentore di un Canadian Championship, inizia ad essere promosso come campione nordamericano a partire da aprile 1968. |       |
| 2  | Moose Cholak   | 1     | 21 aprile 1968   | 235    | Akron, Ohio       | House show | |       |
| 3  | Antonino Rocca | 1     | 12 dicembre 1968 | --     | Cleveland, Ohio   | House show | |       |
| 4  | Johnny Powers  | 2     | aprile 1969      | --     | --                | --         | Il titolo fu assegnato a Powers quando Rocca lasciò il territorio.                                                                                     |       |
| 5  | Hans Schmidt   | 1     | 21 giugno 1969   | 7      | Akron, Ohio       | House show | |       |
| 6  | Johnny Powers  | 3     | 28 giugno 1969   | --     | Akron, Ohio       | House show | |       |
| 7  | Dr. Death      | 1     | luglio 1969      | --     | Streetsboro, Ohio | House show | |       |
| 8  | Johnny Powers  | 4     | 30 agosto 1969   | 124    | Akron, Ohio       | House show | |       |
| 9  | Bulldog Brower | 1     | 1 gennaio 1970   | 94     | Cleveland, Ohio   | House show | |       |
| 10 | Johnny Powers  | 5     | 5 aprile 1970    | 88     | Akron, Ohio       | House show | |       |
| 11 | Bulldog Brower | 2     | 2 luglio 1970    | 156    | Cleveland, Ohio   | House show | Ultimo detentore riconosciuto dalla NWA. |       |

### National Wrestling Federation (1970-1974)
| #  | Campione         | Regno | Data             | Giorni | Località          | Evento     | Note | Fonti |
| -- | ---------------- | ----- | ---------------- | ------ | ----------------- | ---------- | --- | ----- |
| 12 | Ernie Ladd       | 1     | 5 dicembre 1970  | 103    | Akron, Ohio       | House show | La NWF adottò il titolo, rinominandolo in NWF North American Heavyweight Championship, mentre la NWA ritirò il riconoscimento.                    |       |
| —  | Vacante          | —     | 18 marzo 1971    | —      | —                 | —          | Il titolo fu reso vacante in seguito ad un doppio KO in una difesa titolata contro Tex McKenzie.                                                  |       |
| 13 | Ernie Ladd       | 2     | 1 aprile 1971    | 2      | Cleveland, Ohio   | House show | In uno spareggio per riassegnare il titolo contro Tex McKenzie.                                                                                   |       |
| 14 | Johnny Powers    | 6     | 3 aprile 1971    | 54     | Cleveland, Ohio   | House show | |       |
| 15 | Waldo Von Erich  | 1     | 27 maggio 1971   | 174    | Cleveland, Ohio   | House show | |       |
| 16 | Johnny Powers    | 7     | 17 novembre 1971 | 289    | Buffalo, New York | House show | |       |
| 17 | Johnny Valentine | 1     | 1 settembre 1972 | 82     | Cleveland, Ohio   | House show | Johnny Powers sconfisse Valentine per il titolo, ma l'incontro fu dichiarato nullo e il titolo reso vacante.                                      |       |
| 18 | Ernie Ladd       | 3     | 22 novembre 1972 | 1      | Buffalo, New York | House show | |       |
| 19 | Johnny Powers    | 8     | 23 novembre 1972 | 86     | Cleveland, Ohio   | House show | |       |
| 20 | Eric the Red     | 1     | 17 febbraio 1973 | 77     | Akron, Ohio       | House show | |       |
| 21 | Johnny Powers    | 9     | 5 maggio 1973    | 42     | Cleveland, Ohio   | House show | |       |
| 22 | J.B. Psycho      | 1     | 16 giugno 1973   | 8      | Buffalo, New York | House show | |       |
| 23 | Johnny Powers    | 10    | 24 giugno 1973   | 221    | Akron, Ohio       | House show | |       |
| 24 | Ernie Ladd       | 4     | 31 gennaio 1974  | --     | Cleveland, Ohio   | House show | |       |
| 25 | Ox Baker         | 1     | febbraio 1974    | --     | --                | --         | |       |
| 26 | Ernie Ladd       | 5     | 14 marzo 1974    | 4      | Cleveland, Ohio   | House show | |       |
| 27 | Johnny Powers    | 11    | 18 marzo 1974    | --     | Akron, Ohio       | House show | Nel corso del 1974 la NWF cessò le attività, ma Powers continuò ad essere promosso come detentore del titolo in altre federazioni del territorio. |       |

### Federazioni indipendenti (1974-1975)
| #  | Campione        | Regno | Data            | Giorni | Località                 | Evento     | Note | Fonti |
| -- | --------------- | ----- | --------------- | ------ | ------------------------ | ---------- | --- | ----- |
| 28 | Dominic DeNucci | 1     | aprile 1974     | --     | --                       | House show | |       |
| 29 | George Steele   | 1     | 31 maggio 1974  | --     | Pittsburgh, Pennsylvania | House show | |       |
| 30 | Dominic DeNucci | 2     | giugno 1974     | --     | --                       | House show | |       |
| 31 | Stan Stasiak    | 1     | luglio 1974     | --     | --                       | House show | |       |
| 32 | Ox Baker        | 2     | 20 agosto 1974  | 7      | --                       | House show | |       |
| 33 | Ernie Ladd      | 6     | 27 agosto 1974  | 62     | --                       | House show | |       |
| 34 | Tarzan Tyler    | 1     | 28 ottobre 1974 | 70     | --                       | House show | Nel gennaio 1975 il titolo iniziò a essere promosso dalla International Wrestling Association (IWA).                   |       |
| 35 | Ox Baker        | 3     | 6 gennaio 1975  | --     | Savannah, Georgia        | House show | |       |
| —  | Vacante         | —     | maggio 1975     | —      | —                        | —          | Il titolo fu reso vacante quando Baker lasciò la IWA.                                                                  |       |
| 36 | Bulldog Brower  | 4     | luglio 1975     | --     | --                       | House show | Non è chiaro se il titolo fu assegnato a Brower a tavolino o se vinse uno spareggio per riassegnare il titolo vacante. |       |

### New Japan Pro Wrestling (1979-1981)
| #  | Campione         | Regno | Data              | Giorni | Località          | Evento     | Note                                                                                      | Fonti |
| -- | ---------------- | ----- | ----------------- | ------ | ----------------- | ---------- | ----------------------------------------------------------------------------------------- | ----- |
| 37 | Jonnh Powers     | 12    | gennaio 1979      | --     | --                | --         | Powers fu promosso come detentore del titolo in occasione di un tour in Giappone.         |       |
| 38 | Seiji Sakaguchi  | 1     | 26 gennaio 1979   | 238    | Okayama, Giappone | House show |                                                                                           |       |
| 39 | Tiger Jeet Singh | 1     | 21 settembre 1979 | 608    | Sendai, Giappone  | House show |                                                                                           |       |
| —  | Disattivato      | —     | 23 aprile 1981    | —      | —                 | —          | Il titolo fu disattivato con la fondazione dell'International Wrestling Grand Prix (IWGP) |       |